# 전상우 (골프 선수)
전상우(1984년 1월 31일 (음력 1983년 12월 29일) ~ )은 대한민국의 골프 선수이고, 아내인 박정아는 과거에는 쥬얼리 멤버였고 현재는 배우로 활동중이다.

## 생애
전상우는 1984년 1월 31일 태어나 2016년 박정아와 결혼식을 올렸고 2019년 득녀를 했다. 2004년 우리골프 골퍼 선수이다.

## 가족 사항
- 배우자  : 박정아 (1981년 2월 24일 ~)
  - 딸     : 전아윤 (2019년 3월 8일 ~)

## 경력
- 2003년 ~ 골프 국가대표 상비군